# يوهانا بيلينغ
يوهانا بيلينغ (ولدت في عام 1973 في جونكوبنج، السويد ) هي فنانة تصويرية من السويد، تعمل بشكل رئيسي مع الفيديو.
وهي مشهورة بأعمالها «أنت لا تحبني بعد» (2003) و «العالم السحري» (2005).
تتعامل مع القضايا المتعلقة بالتعلم  وكيف يلعب الوقت دورًا رئيسيًا في هذه العملية. تركز الأفلام على مجموعات من الشباب المشاركين في الأنشطة التشاركية (عرض الدراسات العليا، مشروع للثورة والسحر والخسارة) أو في بعض الأحيان شخص واحد (Where She Is At). من خلال هذا الحوار بين الأفراد والجماعية وبين المشاركة واللامبالاة، تنظر في أسئلة معقدة تتعلق بسياسات البشر وتتفاعل مع بعضها البعض بشكل عام ومبادئ فولكيم السويدية بشكل خاص. العديد من المسائل المطبوعة من يوهانا بيلينغ تم إعدادها بالتعاون مع أباك.
شاركت في بينالي إسطنبول الدولي التاسع في عام 2005،  وهو معرض فردي في مركز الفن المعاصر P.S.1 في عام 2006 وفي المركز الأسترالي للفن المعاصر في عام 2009.